# Prova funcional respiratòria
Una prova funcional respiratòria (PFR, rarament s'utilitza el terme de prova funcional pulmonar) és una avaluació de la funció pulmonar, amb el propòsit d'avaluar la gravetat (o la progressió, en proves repetides en el temps) d'un deteriorament pulmonar i a vegades en facilitar el diagnòstic de la malaltia pulmonar (tenint en compte la resposta a fàrmacs, generalment broncodilatadors inhalats). Les PFR són normalment realitzades per un tècnic especialista.

## Indicacions
- Valoració, evolució o confirmació diagnòstica de malalties pulmonars cròniques:
  - Malaltia pulmonar obstructiva crònica
  - Asma
  - Emfisema pulmonar
- Estudi de la dispnea crònica
- Valoració preoperatòria
- Valoració de l'afectació muscular en la respiració en malalties neurodegeneratives (per exemple: distròfia muscular de Duchenne)

## Proves
- Estrictament respiratòries
  - Espirometria, és la prova més habitualment realitzada.
  - Pletismografia pulmonar, ocasionalment emprada en malalties pulmonars restrictives (per exemple: fibrosi pulmonar); i així determinar altres volums pulmonars
- Cardiopulmonars, quan es valora la funcionalitat no solament dels pulmons sinó també del cor:
  - Gasometria, arterial o venosa, majorment utilitzada en urgències.
  - Prova de la marxa de 6 minuts, que determina la desaturació d'oxigen durant l'exercici.